# Stadion ve Sportovní ulici
Stadion ve Sportovní ulici – stadion sportowy w Prościejowie, w Czechach. Został otwarty w 1931 roku. Do 2007 roku swoje spotkania rozgrywali na nim piłkarze klubu 1. SK Prostějov, później obiekt służył jedynie drużynom młodzieżowym, a infrastruktura stadionu uległa stopniowej degradacji. Pojemność stadionu przed dewastacją szacowano na 8000 widzów.

## Historia
Powstały w 1904 roku SK Prostějov początkowo do gry w piłkę nożną użytkował ogród przy miejskim sierocińcu i domu dla ubogich „Za Tetínem”. Już w 1905 roku zespół urządził boisko na części tzw. „Vojenské louky”, przy drodze na Bedihošť. Na początku kolejnej dekady wojsko zabroniło jednak dalszej gry w piłkę na tym terenie, a swoje nowe boisko klub urządził obok słodowni, przy obecnej Vrahovické ulici. W 1917 roku, w trakcie I wojny światowej, z powodu niedoboru żywości na boisku tym zasadzono ziemniaki. Teren ten nie odzyskał już później swej funkcji sportowej, a piłkarze przenieśli się na „Městské hřiště u Hloučele”, znajdujące się mniej-więcej w miejscu, w którym powstał później stadion ve Sportovní ulici. Po wojnie klub wybudował nowe boisko „Za Kollárovou ulicí”, które zostało uroczyście otwarte 18 kwietnia 1920 roku. W 1928 roku piłkarze SK Prostějov zostali amatorskimi mistrzami Czechosłowacji, mimo to miasto zadecydowało o wywłaszczeniu klubu z boiska (było ono użytkowane do 1930 roku); na jego terenie urządzony został plac (náměstí Spojenců). Wówczas to wybudowany został stadion ve Sportovní ulici, który otwarto w 1931 roku.
Grając już na swoim nowym stadionie, w 1934 roku SK Prostějov awansował do I ligi czechosłowackiej, w której występował do 1938 roku. W latach 1936 i 1937 zespół grał w Pucharze Mitropa. W latach 1939–1943 klub występował w I lidze Protektoratu Czech i Moraw, a zaraz po II wojnie światowej, w sezonie 1945/1946 po raz kolejny (i ostatni) grał na najwyższym poziomie rozgrywek ligowych w Czechosłowacji. Za czasów Protektoratu postawiono na stadionie nowe szatnie; w 1940 roku na obiekt przeniesiono trybunę ze stadionu Makabi Prostějov, który znajdował się naprzeciwko stadionu SK Prostějov, po drugiej stronie Za Kosteleckou ulicí. Kolejnych modernizacji, przeprowadzonych w ramach czynu społecznego obiekt doczekał się w 1974 roku. W latach 80. XX wieku SK Prostějov po raz ostatni grał na zapleczu I ligi czechosłowackiej. W 1999 roku stadion był jedną z aren piłkarskich Mistrzostw Europy U-16. Rozegrano na nim jedno spotkanie fazy grupowej turnieju, jeden ćwierćfinał oraz mecz o 3. miejsce.
W 1996 roku, po fuzji z FC LeRK Brno klub z Prościejowa powrócił na drugi poziom rozgrywek krajowych (II liga czeska), gdzie utrzymywał się do sezonu 2002/2003. Później nastąpił regres i spadek do niższych dywizji, a w 2007 roku rozwiązano drużynę seniorów, pozostawiając w klubie jedynie sekcje młodzieżowe. W 2010 roku reaktywowano pierwszy zespół, ale drużyna ta rozgrywała już swoje spotkania na zmodernizowanym w latach 2009–2010 stadionie Za Místním nádražím. W międzyczasie zaniedbana infrastruktura stadionu zaczęła niszczeć i uległ on stopniowej degradacji.